# Не дыши: Начало
«Не дыши: Начало» (англ. Old Man — «Старик») — американский фильм в жанре триллера и ужасов режиссёра Лаки Макки. Он не является приквелом фильма «Не дыши» 2016 года и не имеет никакого отношения к дилогии, а прокатное названия для России является маркетинговым решением — во всех фильмах главную роль исполняет Стивен Лэнг. Фильм вышел 14 октября 2022 года в мире и 10 ноября — в России.

## Сюжет
Заблудившийся путешественник Джо заходит в уединённый дом, в котором живёт пожилой одинокий мужчина. Джо становится жертвой его заточения.

## В ролях
- Стивен Лэнг — старик
- Марк Сентер — Джо
- Лиана Райт-Марк — Джени
- Патрик Дарро — продавец Библий

## Премьера
14 октября 2022 года фильм одновременно был выпущен в Интернете и в ограниченный прокат в США. 4 ноября 2022 года он вышел на DVD.

## Критика
По мнению обозревателя «7 дней» Ксении Щетининой: «Такое кино не столько развлекает, сколько гипнотизирует, поглощает. После просмотра остаются вопросы, желание отмотать назад, пересмотреть, убедиться. Именно так и должно быть с хорошим фильмом». Дмитрий Бортников (портал RussoRosso) положительно отзывается о фильме, но при этом отмечает, что «…несмотря на харизму старика и парочку твистов, в картине случаются провисы и „передышки“ между „сказками“ героев». Автор RogerEbert.com Гленн Кенни ставит фильму 2,5 из 5 и негативно оценивает его сценарий (особенно диалоги), при этом находя плюсы в игре актёров и довольно удачной концовке.